# HMS Warrior (1781)
HMS Warrior (1781) — 74-пушечный линейный корабль 3 ранга Королевского флота, первый корабль Его величества, названный Warrior.
Заказан 13 июля 1773 года. Спущен на воду 18 октября 1781 года на королевской верфи в Портсмуте.

## Служба
Участвовал в Американской революционной войне.
1782 — капитан Дж. Саймондс (англ. J. Symonds), Вест-Индия. Апрель, капитан сэр Джеймс Уоллес (англ. James Wallace). Был при островах Всех Святых и в проливе Мона.
Участвовал во Французских революционных войнах.
1799 год — капитан Сэвидж (англ. H. Savage), Лиссабон.
1800 год — капитан Тайлер (англ. C. Tyler). 26 января прибыл в Плимут из Торбея.
1801 год — тот же капитан, Балтика. Из-за осуществляемой на французском побережье подготовки вторжения в июле вернулся к Флоту Канала у Бреста.
Участвовал в Наполеоновских войнах.
1803 год — в ремонте в Плимуте.
1805 год — капитан С. Худ Линзи (англ. S. Hood Linzee), Флот Канала. Был в эскадре вице-адмирала сэра Роберта Кальдера, которая 22 июля сражалась с объединенным франко-испанским флотом. Только Warrior и HMS Dragon не имели потерь.
1806 год — 21 июня Warrior и HMS Renown наткнулись на HMS Minerva у мыса Финистерре, и вместе стали беспокоить каботажную торговлю противника у Ферроля и Виго.
1807 год — капитан Дж. У. Шпрангер (англ. J. W. Spranger), Флот Канала.
1808 год — тот же капитан, Средиземноморье.
В августе 1809 года лорд Коллингвуд решил, что острова Закинф, Кефалония и проч. следует захватить, прежде чем французы отвлекутся от обороны Неаполя для укрепления своих постов в Адриатическом море. Warrior вышел из Мессины 23 января в сопровождении Philomel, двух больших канонерских лодок и транспортов с войсками под командованием бригадного генерала Освальда (англ. Oswald), и прибыл к Кефалонии через пять дней. В ближайшие дни к ним присоединился HMS Spartan с Мальты и HMS Magnificent, HMS Belle Poule и HMS Kingfisher с Корфу; вся эскадра встала на якорь в бухте Занте. На рассвете 2 октября войска на шлюпках собрались у борта Warrior, и после того, как Spartan, Belle Poule и канонерские лодки подавили батареи, отряд высадился примерно в 3 милях от города. Катера под командованием мистера Коула (англ. Cole), первого лейтенанта Warrior, продолжали сдерживать противника в ходе второй высадки, затем вся армия двинулась осаждать крепость. Подполковник, командир французских и албанских войск, в тот же вечер капитулировал. Были взяты французский корсар и четыре судна с припасами.
Два дня спустя эскадра, усиленная HMS Leonidas, вышла к Кефалонии и тем же вечером высадила передовые части с целью обложить форт Святого Георгия, в 9 милях от города. Он немедленно сдался и к великой радости местных жителей были подняты Юнион Джек и флаг Семи островов. Два острова были заняты англичанами без потерь. В гавани Кефалонии были найдены небольшой русский корабль и захваченный ранее английский бриг.
Сильный ветер не позволил Warrior выйти к Цериго для помощи в оккупации этого острова, давнего гнезда пиратов, нападавших на суда под любым флагом, но его присутствие оказалось ненужным, когда остров сдался солдатам и морским пехотинцам со Spartan.
Весной 1810 года, когда Warrior стоял на Мальте, капитан Шпрангер был представлен молодому дворянину, маркизу Слиго, который нанял судно под названием Pylades. Капитан помогал маркизу в оснащении судна, дал ему для разъездов шлюпку с четырьмя отборными матросами. Двое из них пропали, перед тем как Warrior покинул стоянку, и капитан подозревал, что они скрывались на борту Pylades. Хотя маркиз отрицал всякое своё участие, в действительности его слуги подстерегли их, напоили и в таком состоянии привезли на борт. Они находились под стражей, когда Pylades вышел 13 мая, сначала в Палермо, а затем в Мессину. Там его светлость добыл для них убежище на 6 месяцев под вымышленными именами.
30 мая абордажная партия с HMS Active произвела на Pylades обыск в поисках дезертиров, но люди были спрятаны. Маркиз затем прибыл в Милос и Патмос, где шесть членов экипажа были брошены им на берегу. Он написал капитану Шпрангеру, заявив, что он обнаружил некоторых людей с Warrior среди команды своего судна, и что он полон решимости как можно скорее направить их на берег.
16 декабря 1813 года маркиз предстал перед судом в Олд-Бейли, где ему было предъявлено обвинение в похищении и укрывательстве на борту его судна дезертиров из Королевского флота. Он был признан виновным по нескольким пунктам и приговорен к штрафу в размере 5000 фунтов и тюремному заключению на 4 месяца в тюрьме Ньюгейт.
Осенью 1811 года Warrior был в ремонте в Чатеме.
1812 год — капитан Джордж Бинг (англ. George Byng), у Флиссингена.
1814 год — капитан виконт Торрингтон (англ. Torrington), с приказом весной идти в Вест-Индию.
1815 год — капитан Джон Т. Родд (англ. John T. Rodd), Спитхед, оснащался для Ямайки, флагман контр-адмирала Дугласа (англ. J. E. Douglas).
1816 год — в резерве в Чатеме.
1818 год — рейдовая служба в Чатеме; плавучая казарма.
С 1840 года превращен в плавучую тюрьму. Разобран в 1857 году.